# Vinebre
Vinebre település Spanyolországban, Tarragona tartományban. Vinebre La Palma d'Ebre, Cabacés, La Torre de l’Espanyol, Garcia, Ascó és Flix községekkel határos. Lakosainak száma 424 fő (2024).

## Népesség
A település népessége az elmúlt években az alábbi módon változott:
| Lakosok száma | 256  | 1123 | 813  | 615  | 457  | 459  | 483  | 449  | 428  | 424  |
|               | 1717 | 1887 | 1936 | 1960 | 1986 | 2004 | 2009 | 2014 | 2019 | 2024 |